# Sankt Nikolai kapell, Paralimni
Sankt Nikolai kapell är ett cypriostiskt-ortodoxt kapell beläget i staden Paralimni i Famagusta distrikt, på Cypern.
Kapellet är helgat åt Sankt Nikolaus.

## Liturgier
Varje år den 6 december genomförs liturgier i kapellet, då Sankt Nikolaus festdag är.

## Bilder

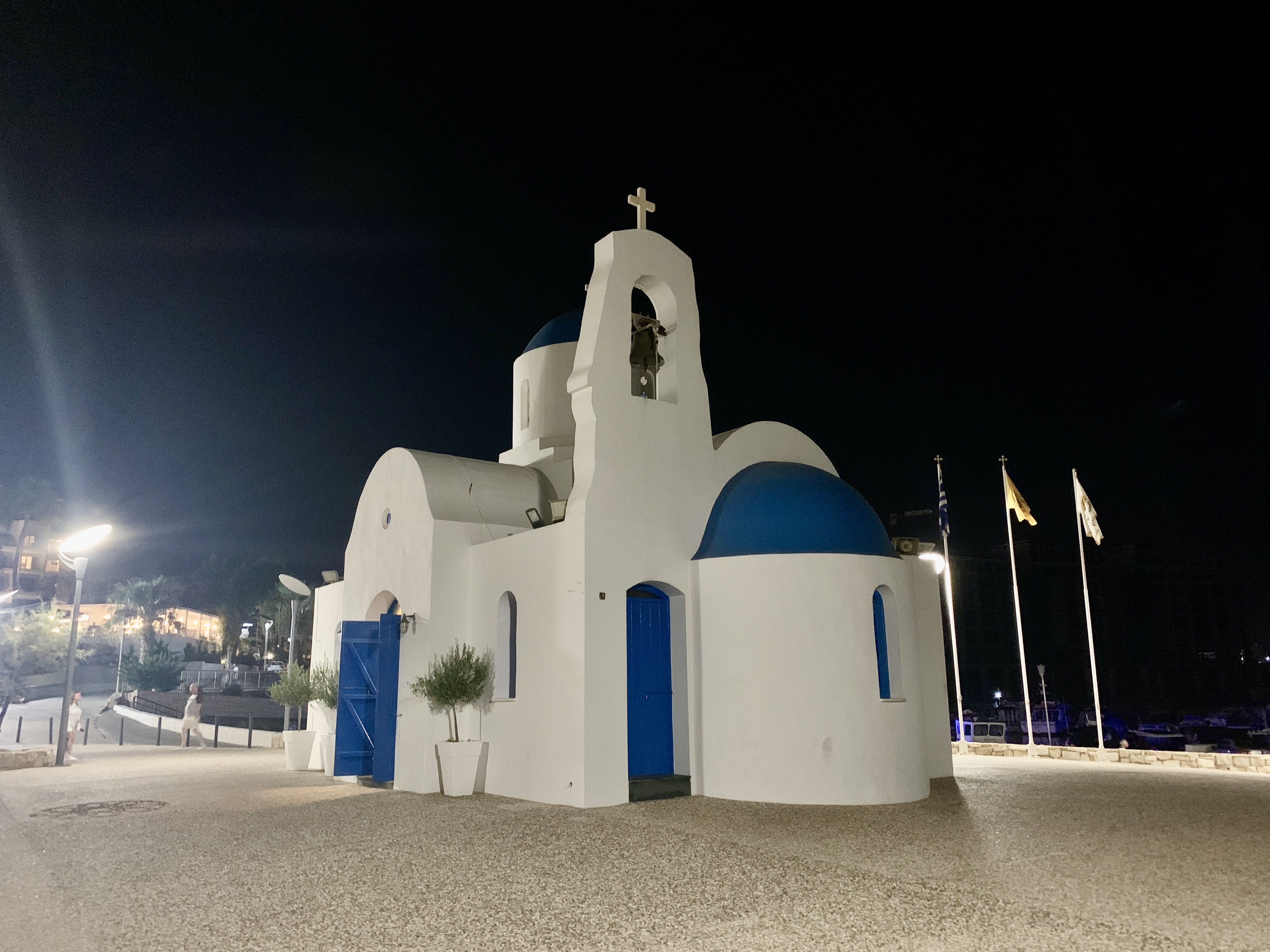
Baksidan och klocktornet
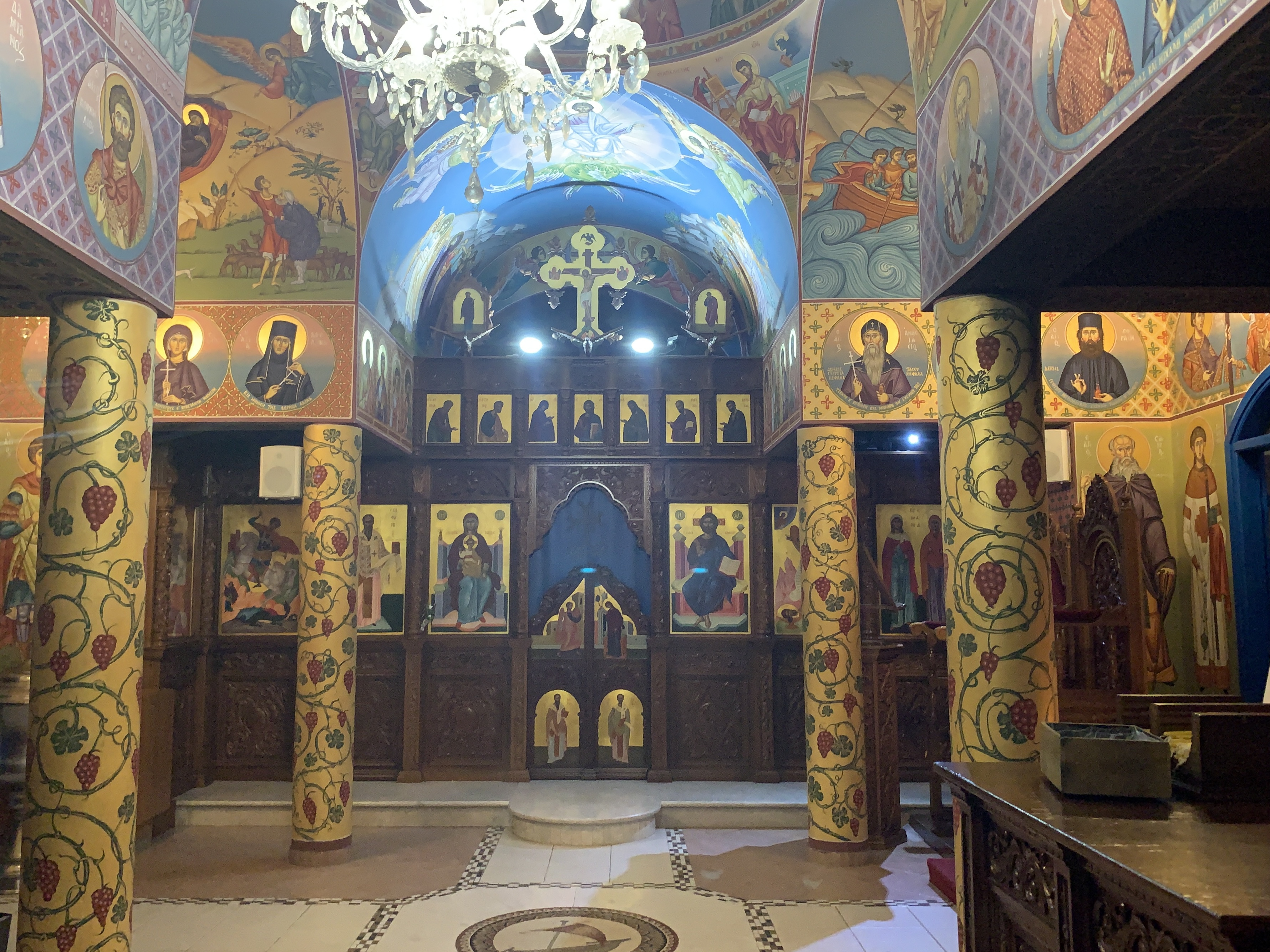
Kapellets interiör mot ikonostasen
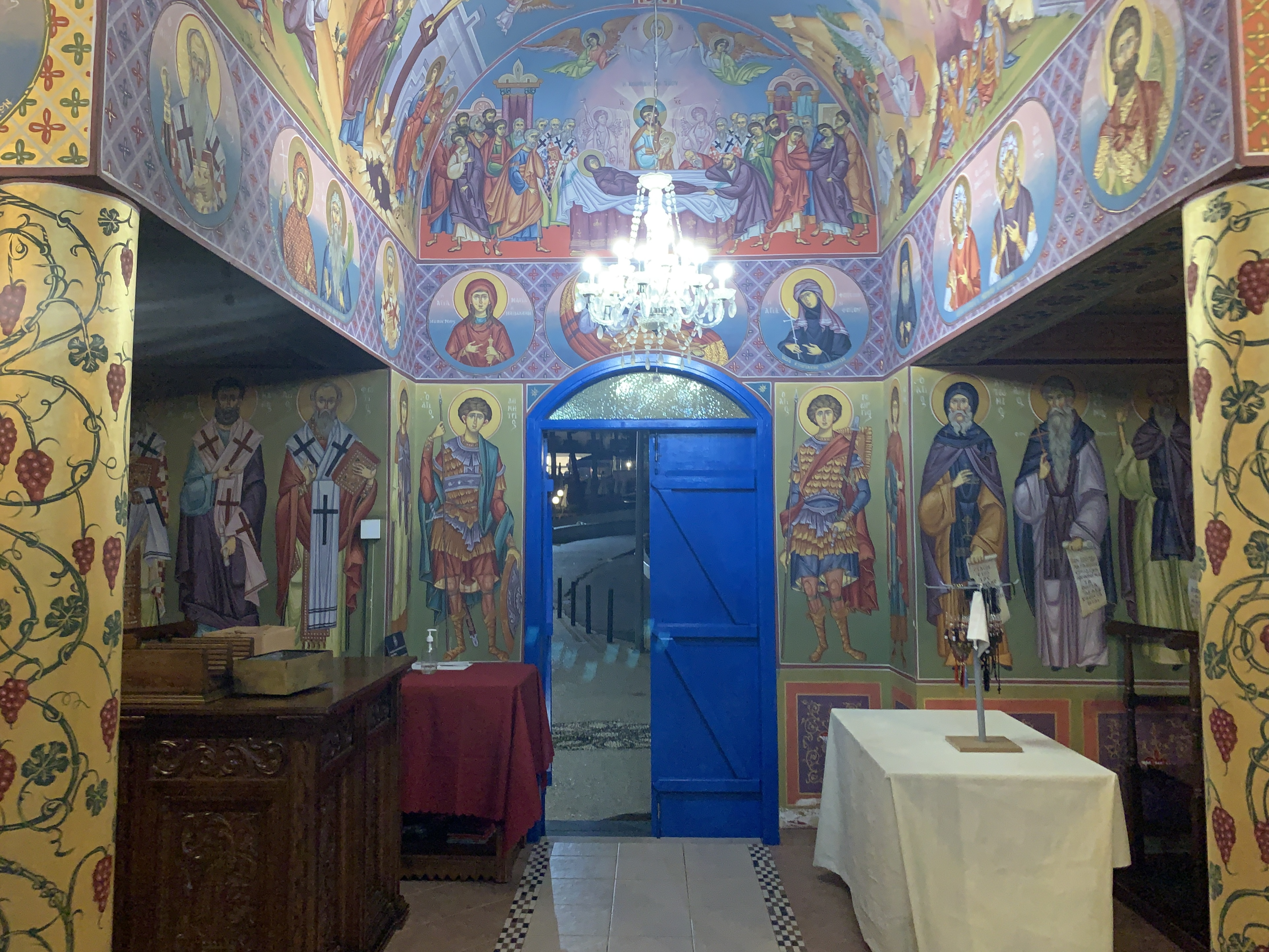
Interiören mot utgången
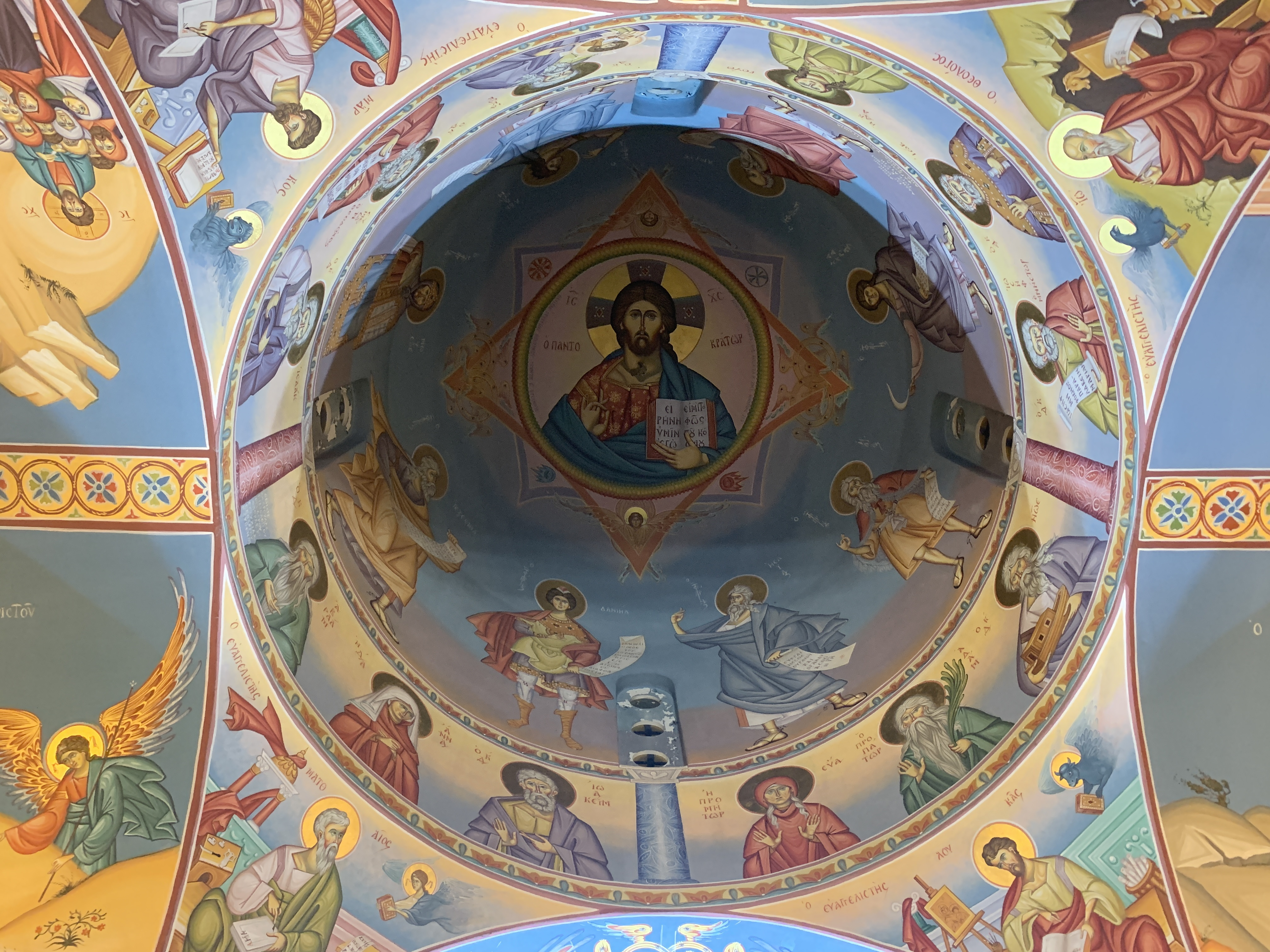
Jesus Kristus pantokrator avbildad på kupolen